# Les jeux sont faits (film, 1947)
Pour les articles homonymes, voir Les jeux sont faits.
Pour plus de détails, voir Fiche technique et Distribution.
Les jeux sont faits est un film français de Jean Delannoy sorti en 1947, adapté du scénario de Jean-Paul Sartre, Les jeux sont faits, écrit en 1943 et publié en 1947.

## Synopsis
Une femme est en train de mourir, assassinée par son mari. Dans le même temps, le chef de l'insurrection contre une dictature meurt lui aussi, assassiné par un traître. 
Ils arrivent à l'entrée de l'au-delà, accueillis chacun par une femme revêche qui leur apprend qu'ils sont morts. Mais elle leur apprend également que leur "cas" tombe sous le coup d'un article de "loi". Ils étaient en effet l'un et l'autre destinés dans la vie à rencontrer et aimer un autre être, mort lui aussi dans le même temps, ce que leur mort brutale n'a pas permis. Afin de se retrouver, on leur conseille de se diriger vers la fontaine et la place, et de danser. Ils font ainsi connaissance et se voient alors proposer de revenir sur terre où ils pourront revenir à la vie durant 24 heures.
S'ils parviennent à s'aimer sans réserves ni trêve durant ces 24 heures, la vie leur sera rendue. Ils ont l'un et l'autre l'intention de vivre ce réel amour et acceptent de retourner ensemble dans la vie.  Celle-ci leur revient au moment même où ils l'avaient perdue.
Mais ils se laissent distraire l'un et l'autre par les causes qui ont provoqué leur mort et tentent malgré tout d'intervenir dans leur vie passée ; elle, pour sauver sa jeune sœur des manœuvres de son mari, lui pour sauver son mouvement politique insurrectionnel qu'il sait sur le point d'être découvert et détruit ; croyant tous deux qu'ils y parviendront en continuant de s'aimer.
Ils échouent en tout et retournent ensemble dans la mort, où ils s'éloignent alors l'un de l'autre.

## Fiche technique
Sauf indication contraire, les informations mentionnées dans cette section peuvent être confirmées par la base de données cinématographiques Unifrance,  présente dans la section « Liens externes ».
- Titre original : Les jeux sont faits[1]
- Réalisation : Jean Delannoy
- Scénario : Jean Delannoy, Jacques-Laurent Bost et Jean-Paul Sartre.
- Dialogues : Jean-Paul Sartre
- Photographie : Christian Matras
- Son : Pierre-Louis Calvet
- Décors : Serge Piménoff
- Musique : Georges Auric
- Montage : Henri Taverna
- Société de production : Les Films Gibé
- Pays de production :  France
- Langue de tournage : français
- Format : Noir et blanc - 1,37:1 - Son mono - 35 mm
- Genre : Drame métaphysique[1], film fantastique[2]
- Durée : 105 minutes
- Date de sortie : 
  - France : Septembre 1947 (Festival de Cannes 1947) ; 19 décembre 1947 (en salles[1])
  - Suède : 17 mars 1948

## Distribution
- Micheline Presle : Ève Charlier
- Marcel Pagliero : Pierre Dumaine
- Marguerite Moreno : Madame Barbezat, la dame de l'Au-delà
- Charles Dullin : le marquis
- Fernand Fabre : André Charlier, le mari d'Ève
- Colette Ripert : Lucette, la sœur d'Ève
- Marcel Mouloudji : Lucien Derjeu
- Edmond Beauchamp : Dixonne, un membre de la Ligue
- Guy Decomble : Poulain, un membre de la Ligue
- Jim Gérald : Renaudel, un membre de la Ligue
- Jean Daurand : Paulo, un membre de la Ligue
- Daniel Fillion : un membre de la Ligue
- Jean Gaven (non crédité) : un membre de la Ligue
- Jacques Erwin : Aguerra, le régent
- André Carnège : Landrieu, le chef de la police
- Howard Vernon : le chef milicien
- Renaud Mary : un milicien
- Lucien Dorval : monsieur Astruc
- Andrée Ducret : madame Astruc
- Robert Dalban : Georges, le nouveau compagnon de madame Astruc
- Gérard Saint-Val : un ami d'Ève à la terrasse du parc de l'Orangerie
- Robert Le Béal (non crédité) : un ami d'Ève à la terrasse du parc de l'Orangerie
- Solange Podell (non créditée) : la serveuse à la terrasse du parc de l'Orangerie
- Danièle Delorme (non créditée) : la jeune noyée
- Jean Berton (non crédité) : le valet du régent
- René de Buxeuil (non crédité) : le clochard qui joue de la flûte

## Distinctions
Le film a été présenté en sélection officielle en compétition au Festival de Cannes 1947.